# Evangelische Kirche Schlotzau

Evangelische Kirche in Schlotzau

Ehemaliges Westportal mit Tympanon

Die Evangelische Kirche in Schlotzau, einem Ortsteil der Marktgemeinde Burghaun im osthessischen Landkreis Fulda, ist im Kern ein spätromanischer Bau. Die Kirche mit der Adresse Am Küppel ist ein geschütztes Kulturdenkmal. Sie gehört zur Kirchengemeinde Langenschwarz-Kiebitzgrund im Kirchenkreis Fulda der Evangelischen Kirche von Kurhessen-Waldeck.

## Beschreibung
Von der ursprünglichen Kirche, die um 1600 verändert wurde, haben sich der Chorbogen innen sowie das über dem rechteckigen Westportal eingemauerte Tympanon erhalten. Auf dem halbkreisförmigen Tympanonfeld ist als Flachrelief Christus am Kreuz sowie links eine Scheibe (als Symbol der Sonne oder Erde) und rechts ein Kreuz zu sehen.
Die Kirche ist heute ein schlichter  zweiachsiger Rechteckbau mit eingezogenem Rechteckchor. Die Gebäudekanten sind mit versetzter Eckquaderung gefasst. Über dem Chor sitzt ein polygonaler Haubendachreiter mit geschlossener Laterne. 
An der Nordseite befindet sich ein Spitzbogenportal, dessen Gewände mit Rundstab und doppelter Kehle profiliert ist. Es trägt die Jahreszahl 1601. Darüber ist  ein Wappenstein mit der Inschrift BVCHENAW eingelassen. 
Der schlichte Innenraum ist flach gedeckt; der runde Chorbogen sitzt auf profilierten Kämpfern mit kräftiger Platte.